# 襞蛤
，是莺蛤目猫爪蛤科Plicatula属的一种。主要分布于马来西亚、中国大陆、台湾，常栖息在海南西北部外海（水深38－71米）、潮间带至潮下带。
种名 plicata 意为“有褶皱的”。